# Cristóbal Parralo
Cristóbal Parralo Aguilera (Priego de Córdoba, España, 21 de agosto de 1967), deportivamente conocido como Cristóbal, es un exfutbolista y entrenador español.   

## Trayectoria

### Como futbolista
Destacó como jugador de Primera División actuando en la posición de defensa. Se formó en las categorías inferiores del CF Damm, luego pasó al FC Barcelona, donde llegó al filial en la temporada 1986/87. Al año siguiente ya tuvo su oportunidad en el primer equipo y posteriormente pasaría por equipos como el Real Oviedo y el CD Logroñés. Su buen papel en la etapa riojana le abrió de nuevo las puertas del Barcelona en la temporada 1991/92, donde pudo disfrutar incluso de ganar una Liga y la primera Copa de Europa con el bloque azulgrana.
Con poco protagonismo en el Barcelona, Cristóbal volvió al Real Oviedo, donde estuvo tres temporadas más. Tras este tiempo en el Principado, el lateral cordobés recaló en las filas del RCD Espanyol en el curso 1995/96. Allí estuvo hasta el 2000/01. Ya en el tramo final de su carrera como futbolista profesional, Cristóbal dejó el RCD Espanyol y fichó por el París Saint-Germain, donde estuvo dos temporadas y acabó por retirarse.

### Como director deportivo y entrenador
Director deportivo del Espanyol
Fue director deportivo del RCD Espanyol de 2003 hasta 2006. Cristóbal llegó al Espanyol de Barcelona, donde ya había actuado como jugador, en noviembre de 2003 en calidad de ayudante del entrenador, Luis Fernández. En menos de un mes, Cristóbal pasó de tercer entrenador a máximo responsable del área deportiva, donde trabajó desde entonces acompañado del exportero Toni Jiménez, Albert Valentín y Juan Antonio Carrillo.
PD Santa Eulalia y Girona FC
En febrero de 2009, Cristóbal Parralo fue el entrenador escogido por la directiva de la Peña Deportiva Santa Eulalia para sustituir a Luis Elcacho. Este fue su debut como primer entrenador en un banquillo, ya que fue ayudante de Luis Fernández en su etapa como técnico del RCD Espanyol y también de José Antonio Camacho en el Benfica portugués.
En su primera experiencia en solitario en el banquillo no pudo evitar el descenso del equipo a Tercera División, tras finalizar en penúltima posición de la tabla. Cristóbal rechazó la propuesta de renovación del club balear, anunciando en junio de 2009 su compromiso para dirigir al Girona FC en Segunda División. Sin embargo, no tuvo éxito en esta nueva etapa y fue cesado después de sumar una única victoria en las nueve primeras jornadas.
CF Damm
Posteriormente, en 2012, se incorporó al equipo juvenil A de la Damm.
Deportivo Fabril y Deportivo de La Coruña
En 2016, comenzó a dirigir al Real Club Deportivo Fabril. Logró ascenderlo a Segunda División B antes de hacerse cargo del primer equipo gallego, sustituyendo a Pepe Mel, quien fue cesado el 24 de octubre de 2017. Solo pudo conseguir 3 victorias en 15 partidos en el banquillo de Riazor, por lo que fue despedido el 4 de febrero de 2018.
AD Alcorcón
El 19 de junio de 2018 fue confirmado como entrenador de la A.D. Alcorcón para la temporada 2018-19. Tras un positivo inicio de campeonato, situando al conjunto alfarero en la lucha por las primeras posiciones, renovó su contrato con el club por un año más. Sin embargo, los resultados decayeron en la segunda mitad de la temporada, finalizando en tierra de nadie en la clasificación, y el club optó por rescindir su contrato de cara al siguiente curso.
Racing de Santander
El 11 de noviembre de 2019, se convirtió en el nuevo técnico del Real Racing Club de Santander. El 4 de febrero de 2020, fue destituido, con un balance de una victoria, cinco empates y cuatro derrotas.
Racing de Ferrol
El 10 de febrero de 2021, fichó por el Racing Club de Ferrol, en sustitución de Emilio Larraz. En su primera temporada, con el Racing en Primera Federación, consiguió clasificarlo para el play-off de ascenso, donde cayó contra el Gimnàstic de Tarragona. Sin embargo, el club optó por renovar su contrato por dos años más. El 27 de mayo de 2023, en su segunda temporada, tras una brillante segunda vuelta, logró el ascenso directo como primero de su grupo de Primera Federación, devolviendo al Racing de Ferrol a la Segunda División del fútbol español 16 años después. Fue destituido en enero de 2025, tras perder por 6 a 0 frente al Real Racing Club de Santander.

## Selección nacional
Cristóbal también llegó a jugar con la selección española entre los años 1991 y 1993. Fue convocado en seis ocasiones y marcó un gol.

## Clubes

### Como jugador
| Club                | País    | Año       |
| ------------------- | ------- | --------- |
| FC Barcelona        | España  | 1987-1988 |
| Real Oviedo         | España  | 1988-1989 |
| CD Logroñés         | España  | 1989-1991 |
| FC Barcelona        | España  | 1991-1992 |
| Real Oviedo         | España  | 1992-1995 |
| RCD Espanyol        | España  | 1995-2001 |
| París Saint-Germain | Francia | 2001-2003 |

### Como entrenador
| Club                      | País   | Año       |
| ------------------------- | ------ | --------- |
| PD Santa Eulalia          | España | 2009      |
| Girona FC                 | España | 2009      |
| CF Damm (juvenil A)       | España | 2012-2016 |
| RC Deportivo Fabril       | España | 2016-2017 |
| RC Deportivo de La Coruña | España | 2017-2018 |
| AD Alcorcón               | España | 2018-2019 |
| Racing de Santander       | España | 2019-2020 |
| Racing de Ferrol          | España | 2021-2025 |